# Tectaria ramosii
Tectaria ramosii är en ormbunkeart som först beskrevs av Edwin Bingham Copeland, och fick sitt nu gällande namn av Holtt. Tectaria ramosii ingår i släktet Tectaria och familjen Tectariaceae. Inga underarter finns listade.